# Rustem Myrzagalijew
Rustem Farchatuły Myrzagalijew (oryg. Рустем Фархатұлы Мырзагалиев; ur. 16 grudnia 2001) – kazachski zapaśnik walczący w stylu wolnym.
Srebrny medalista MŚ wojskowych w 2023 i brązowy w 2024. Wicemistrz Azji U-23 w 2024 roku.